# Назустріч сонцю
«Назустріч сонцю» — опера на 4 дії (7 картин) українського композитора Анатолія Кос-Анатольського. Автор лібрето (українською) — Ростислав Братунь. Створена 1956 року. Прем'єра — 7 листопада 1957, Львів, Театр опери та балету ім. І. Франка. Друга редакція опери отримала назву «Заграва».